# Die Welt
Pour les articles homonymes, voir Welt.
Die Welt (litt. « Le Monde ») est, avec le Süddeutsche Zeitung et le Frankfurter Allgemeine Zeitung, un des trois plus grands quotidiens allemands. Son édition du dimanche est nommée Welt am Sonntag. Le journal est distribué dans plus de 130 pays.

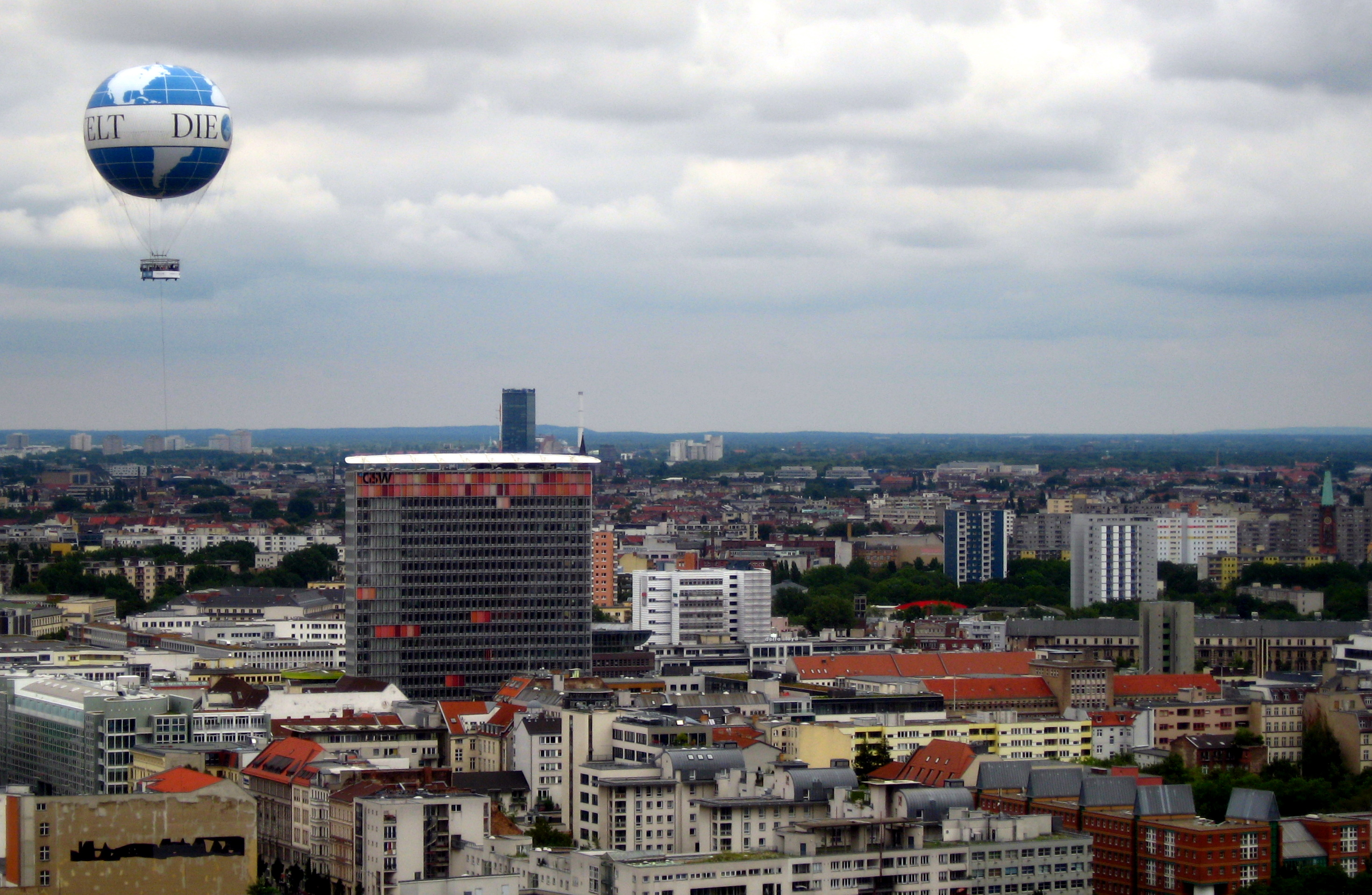
Un ballon captif aux couleurs du journal, au-dessus de Berlin.

Porte étendard de la maison de presse Axel Springer Verlag, Die Welt est membre fondateur de The European Dailies Alliance (pl)  (EDA), permettant la coopération de plusieurs rédactions de plusieurs pays dont
le Daily Telegraph (Royaume-Uni), Le Figaro (France) et ABC (Espagne).
Il possède également le quotidien Berliner Morgenpost.

## Ligne éditoriale
Sa ligne éditoriale est libérale-conservatrice.
Die Welt est une sorte de Figaro à l’allemande. Dans sa rubrique d'analyse, nommée « Arrière-plan », ce journal s'affiche clairement conservateur[source insuffisante].
Il défend également un point de vue pro-israélien.
En réaction à l'élection de Donald Trump et plus précisément à un entretien que le président américain avait donné au journal Bild, Ulf Poschardt, le rédacteur en chef du quotidien, appelle les Allemands à s’opposer à Trump en devenant « plus courageux, travailleurs, innovants, libres, ouverts, gais, lesbiennes, multiculturels. ».
Journal très épais, il propose aussi une version compacte de 48 pages.

## Historique
Le journal est créé à Hambourg en 1946 par les forces d'occupation britanniques.
En 1948, le journal crée son édition dominicale Welt am Sonntag.
Le journal quitte plus tard Hambourg pour Berlin.
Le 24 mai 2004, le journal lance la version compacte Welt kompakt.

## Prix littéraire
Depuis 1999, le prix littéraire du journal Die Welt (Welt-Literaturpreis) est décerné chaque année (annoncé en octobre et remis en novembre), avec une dotation de 10 000 €. Ses lauréats sont :
- 1999 : Bernhard Schlink ;
- 2000 : Imre Kertész ;
- 2001 : Pat Barker ;
- 2002. Leon de Winter (de)  (en) ;
- 2003 : Jeffrey Eugenides ;
- 2004 : Amos Oz ;
- 2005 : Yasmina Reza ;
- 2006 : Rüdiger Safranski ;
- 2007 : Daniel Kehlmann ;
- 2008 : Hans Keilson ;
- 2009 : Philip Roth ;
- 2010 : Claude Lanzmann ;
- 2011 : Albert Ostermaier ;
- 2012 : Zeruya Shalev ;
- 2013 : Jonathan Franzen ;
- 2014 : Haruki Murakami ;
- 2015 : Karl Ove Knausgård ;
- 2016 : Zadie Smith ;
- 2017 : - ;
- 2018 : Virginie Despentes ;
- 2019 : Salman Rushdie.

## Anciens collaborateurs
- Roger Köppel